# Хампи
Хампи (канада: ಹಂಪೆ) је насеље унутар рушевина старе индијске престонице Вијаyанагаре, на северу данашње индијске државе Карнатака. Хампи се налази на обалама реке Тунгабадре, око 74 км од града Беларyја и 353 км од Бангалореа. Име му потиче од англизма старог назива реке Тунгабадре, Пампа, који је канада језику: Хампа.
Хампи је у 15. и 16. веку био престоницом Вијаyанагара Царства (1336—1565), средиште трговине, вере и културе, и највећи град у Индији с великим бројем знаменитих грађевина. Због тога су Споменици Хампија уписани на УНЕСКО-в Списак места Светске баштине у Азији и Аустралазији 1986. године.

## Историја
Хампи је у првом веку био место где се развило старо краљевство Кишкинда, које се у епу Рамајана спомиње као Краљевство (мајмуна) Ванара, место где је бог Рама сусрео Ханумана и убио Вали у замену за помоћ од Сугреева.
Хампи је у 14. веку постао средиштем моћног Вијаyанагара Царства (1336—1565), због лако одбрањивог положаја окруженог с три планине и велике реке с четврте стране. Под управом гуруа Видyаранyа, Хампи, тада познат као Вијаyанагара, постао је највећи индијски град и средиште трговаца из целога света који су куповали локалне зачине и памук. Рубини, дијаманти и друго драго камење су навелико продавали улични трговци, а злато и сребро су били важећа валута. Претпоставља се да је у 15. веку град Хампи био други по величини на свету с око пола милиона становника. Град је био и важно верско и културно средиште са стотинама храмова и јавним фестивалима и прославама на улицама и великом броју песника, као што су Шри Пурандара Даса и Тенали Рама.
Током овог раздобља Хампи се често сукобљавао с муслиманским краљевствима у северном Декану (Бидар, Бијапур, Голконда, Ахмеднагар и Берар). Исламска конфедерација Декана освојила град 1565. године и пустошила га следећих 6 месеци. Храмови су уништени, пијаце опљачкане опљачкане и златно доба Хампија је окончано. Упркос покушајима да се сачува Царство, Хампи није обновљен и никада више није био насељен.
Његове грађевине се сматрају изврсном хиндуистичком архитектуром јужне Индије, али са снажним утицајима исламске архитектуре са севера. Археолошко друштво Индије још увек врши ископавања у овом подручју, редовно отркивајући нове археолошке предмете и храмове. Данас појачано ископавање гвоздене руде прети археолошким локалитетима, као и планирана изградња бране на реци Тунгабадра.
- Лотус Махал у комплексу Зенана
- Степенаста цистерна поред Подземног храма
- Штале слонова
- Старац испред улаза у храм Витала
- Камена кола
- Лакшми Нарасима